# Воловик итальянский
Воловик итальянский, или Анхуза итальянская (лат. Anchusa azurea) — многолетнее растение семейства Бурачниковые.

## Ботаническое описание

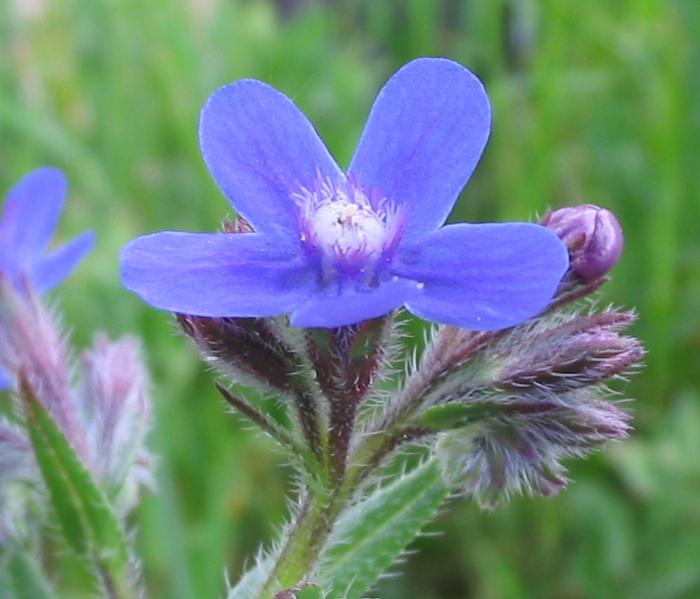

Стебли высокие, прямостоячие, ветвистые, покрытые щетинками, в благоприятных условиях достигают в высоту 100 см. Листья крупные, продолговато-ланцетные, щетинистые; средние и верхние сидячие. Соцветие метельчатое, рыхлое, малооблиственное, с яркими голубыми венчиками. Плод состоит из 7 трёхгранных продолговатых орешков, распадающихся после созревания.
В горных районах Узбекистана цветёт с мая до середины июля, отдельные экземпляры до августа. Массовое цветение продолжается 20—30 дней, а в зарослях растягивается до 40 дней. Цветение одного растения длится 30—35 дней, отдельный цветок держится в роспуске 2—3 дня.

## Распространение и экология
Произрастает в южных районах европейской части России, на Кавказе, в Средней Азии, Средиземноморье и Малой Азии. Встречается на полях, пустырях, в садах и по арыкам, нередко в богарных посевах.

## Значение и применение
Цветки охотно посещаются пчёлами, которые собирают с них нектар и пыльцу. Мёдопродуктивность на 74 кг нектара на гектар, что при пересчёте на сахар около 30 кг. Нектаровыделение начинается примерно с 10 часов утра, но наиболее интенсивно происходит днём, когда температура воздуха поднимается до 25—30 градусов. Больше нектара выделяется при жаркой погоде, особенно после тихих и тёплых ночей.
Используется в качестве декоративного растения.